# モロッコ議会
モロッコ議会（モロッコぎかい、アラビア語: البرلمان المغربي、ベルベル語: ⴰⴱⵕⵍⴰⵎⴰⵏ ⴰⵎⵖⵔⵉⴱⵉ）は、モロッコの立法府である。

## 概要
上院に相当する参議院と下院に相当する衆議院の両院で構成する。